# Carta de Brest
La Carta de Brest fou un acord signat pel Moviment Republicà Irlandès (IRM), la Unió Democràtica de Bretanya (UDB) i la Unió del Poble Gallec (UPG) el febrer del 1974 a Brest, Bretanya. La Carta proposava la lluita conjunta per a una Europa unida en estats socialistes independents. Més tard el signaren organitzacions d'altres nacions de l'Europa Occidental.
El 1r de maig de 1975, ETA-pm, el PSAN-Provisional i UPG feren una declaració conjunta de suport mutu i s'adheriren a la Carta de Brest.

## Signataris
| País            | Organització                          |
| --------------- | ------------------------------------- |
| Irlanda         | Sinn Féin Oficial                     |
| Irlanda         | IRA Oficial                           |
| Bretanya        | Unió Democràtica de Bretanya          |
| Galícia         | Unió del Poble Gallec                 |
| Gal·les         | Cymru Goch                            |
| Països Catalans | PSAN-Provisional                      |
| Països Catalans | Esquerra Catalana dels Treballadors   |
| País Basc       | Herriko Alderdi Sozialista            |
| País Basc       | Euskal Herriko Alderdi Sozialista     |
| País Basc       | Herri Alderdi Sozialista Iraultzailea |
| Còrsega         | Partit Cors per al Socialisme         |
| Occitània       | Lucha Occitana                        |
| Sardenya        | Su Populu Sardu                       |